# Coleophora ptarmicia
Coleophora ptarmicia is een vlinder uit de familie kokermotten (Coleophoridae). De wetenschappelijke naam is voor het eerst geldig gepubliceerd in 1910 door Walsingham.
De soort komt voor in Europa.